# تأثير ما بين الأعراق
تاثير ما بين الأعراق أو تأثير العرق الآخر هو الميل إلى التعرف بسهولة أكبر على الوجوه الأكثر شيوعًا. في علم النفس الاجتماعي، يوصف تاثير ما بين العرق بأنه «ميزة الانتماء الجماعي». في المجالات الأخرى، يمكن رؤية التأثير كشكل محدد من «ميزة الانضمام إلى المجموعة» لأنه لا يتم تطبيقه إلا في المواقف ما بين الأعراق، في حين يمكن أن تشير «الميزة الجماعية» إلى المواقف العرقية الواحدة أيضًا.

## الآثار

### التحيز لتحديد الهوية عبر العرق
يشير هذا التأثير إلى انخفاض قدرة الأشخاص من جنس واحد على التعرف على الوجوه وتعبيرات الوجه لأشخاص من جنس آخر. يمكن ملاحظته خلال التعرف على شهود العيان وكذلك تحديد المشتبه به في التشكيلة. في هذه المواقف، يشعر الكثير من الناس بصعوبة في التمييز بين أفراد المجموعات العرقية المختلفة. يُعرف تحيز تحديد الهوية عبر السباق أيضًا بتأثير المعلومات الخاطئة نظرًا لأن الأشخاص يعتبرون مضللين بشأن الأجناس الأخرى ويجدون صعوبة في التعرف عليهم. في دراسة تتناول شهادة شهود العيان، فحص المحققون أربعين مشاركًا في منطقة متنوعة عرقًا في الولايات المتحدة. شاهد المشاركون مقطع فيديو لجريمة تتعلق بالممتلكات المرتكبة، ثم جاء خلال الـ 24 ساعة التالية لاختيار المشتبه به من مجموعة صور. معظم المشاركين في الدراسة إما أخطأوا في تحديد المشتبه به أو ذكروا أن المشتبه به لم يكن في التشكيلة على الإطلاق. حدث التحديد الصحيح للمشتبه به في كثير من الأحيان عندما كان شاهد العيان والمشتبه به من نفس العرق. في دراسة أخرى، طُلب من 86 من موظفي المتاجر تحديد ثلاثة عملاء: واحد أبيض، وواحد أسود، وواحد مكسيكي، وجميعهم اشتروا في المتجر في وقت سابق من ذلك اليوم. تميل الكتبة إلى تحديد العملاء الذين ينتمون إلى عرقهم بدقة، ولكن من المرجح أن يرتكبوا أخطاء عند محاولة تحديد أعضاء الاعراق الآخرين.